# Canarium palawense
Canarium palawense är en tvåhjärtbladig växtart som beskrevs av Carl Karl Adolf Georg Lauterbach. Canarium palawense ingår i släktet Canarium och familjen Burseraceae. Inga underarter finns listade i Catalogue of Life.